# Monte Corvo
Le Monte Corvo (2 623 m) est une montagne des Abruzzes (province de Teramo et province de L'Aquila) du massif du Gran Sasso, dans la chaîne des Apennins.